# Kilkenny, New Hampshire
Kilkenny är en ort i Coos County i delstaten New Hampshire, USA.